# جورج فينكلر
جورج فينكلر (بالإنجليزية: George Winkler)‏ هو مهندس معماري أمريكي، ولد في 1869، وتوفي في 1962.